# Каплиця Гваріні
Каплиця Гваріні або Каплиця Сакра Сіндоне (італ. Cappella della Sacra Sindone) — хрестоматійна архітектурна споруда доби бароко в місті Турин, вибудована поруч із собором святого Івана Хрестителя та королівським палацом для зберігання Туринської плащаниці, християнської реліквії королівського дому Савойських.

## Передісторія
Каплицю для християнської реліквії надумав створити Карло ді Кастелламонте(1571—1640). Вже за сина герцога Карла, Амедео ді Кастелламонте (1613—1683), архітектурний проєкт змінили. Міняють і будівничих, відповідних за побудову каплиці. Серед них і швейцарській архітектор Бернардіно Квадрі (1625—1695). Він встиг вибудувати квадратні підмурки і стіни майбутньої каплиці. На цьому місці вже були вибудувані палац єпископа та абсида собору міста. Будівництво завмирало і мінялось оточення майбутньої каплиці. Колишній палац єпископа поруйнували і на його місці вибудували з червоної цегли королівський палац родини Савойських. Відповідну архітектуру забажали мати і для каплиці, розташованої на той час впритул між абсидою катедрального собору і протяжним королівським палацом.
Розкішне склепіння доручили створити відомому у середині 17 ст. математику і архітекторові, ченцю Гваріно Гваріні (1624—1683). Вибір архітектора виявився напрочуд вдалим, позаяк архітектор створив дивовижний шедевр архітектури доби бароко.

## Трикутні барокові плани
Бароко Італії у 17 ст. рекрутувало до власних прихильників низку високо обдарованих архітекторів, інженерів, будівельників-практиків, іноді всі ці якості були притаманні одній особі. Барокова практика в Італії набула експериментального характеру і зберегла його впродовж двох століть — в живопису, в архітектурі, в театрально-декораційному мистецтві, дещо менше в скульптурі і в медальєрному мистецтві.
В першій половині 17 ст. унікальні архітектурні якості виявив фаховий архітектор і будівничий Франческо Борроміні (1599—1667). Останній — визнаний майстер креслень архітектора, якими він плідно займався ще в Мілані. Креслення Борроміні не мали собі рівних за фаховою віртуозністю в Італії 17 століття. До рівня фантастичних можливостей Борроміні підняв і реальні споруди, позаяк міг втілити надзвичайно складний власний задум. В творчих пошуках Борроміні сміливо ігнорував вже розповсюджені барокові стереотипи і заборони, що лякало навіть визнаних авторитетів доби, не оминаючи Лоренцо Берніні і армію численних помічників його римської майстерні.
Архітекторами-італійцями запланована і виконана в реальності низка споруд з колоподібними та овальними планами. Згодом до них додали і вишукані трикутні плани, підвладні справжнім віртуозам.
Творчі знахідки саме Франческо Борроміні мали помітний вплив на архітектурну практику Гваріно Гваріні, теж здатного сміливо наслідувати Борромні і робити неможливе — можливим. Вишукану трикутну схему Гваріні і реалізував у склепінні каплиці Сакра Сіндоне, що базується на квадраті міцних мурів.

## Опис склепіння каплиці Гваріні

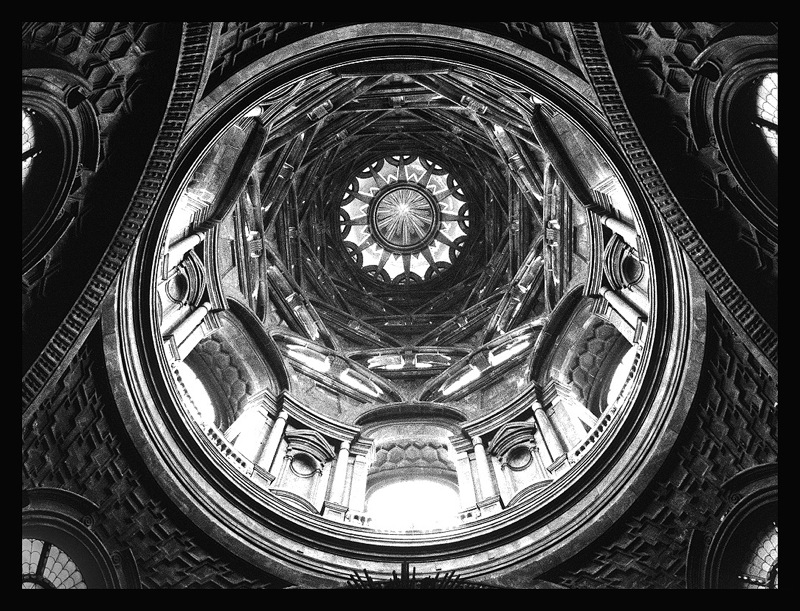
Видовище склепіня каплиці з її інтер'єру.

Склепіння каплиці з її інтер'єру справляє враження куполу. Насправді це шпиляста конструкція з низкою різноманітних за розмірами вікон-отворів.
Гваріні був оригінальним навіть в тому, що повністю відмовився від декору живописом чи ліпленими скульптурами, такими типовими для барокових церков і соборів Риму. Всі декоративні деталі нетипового склепіння каплиці виконані лише різними архітектурними деталями, а мінливе освітлення через безліч вікон-отворів справляє враження прориву у небо і нетутешньої феєрії.

## Галерея

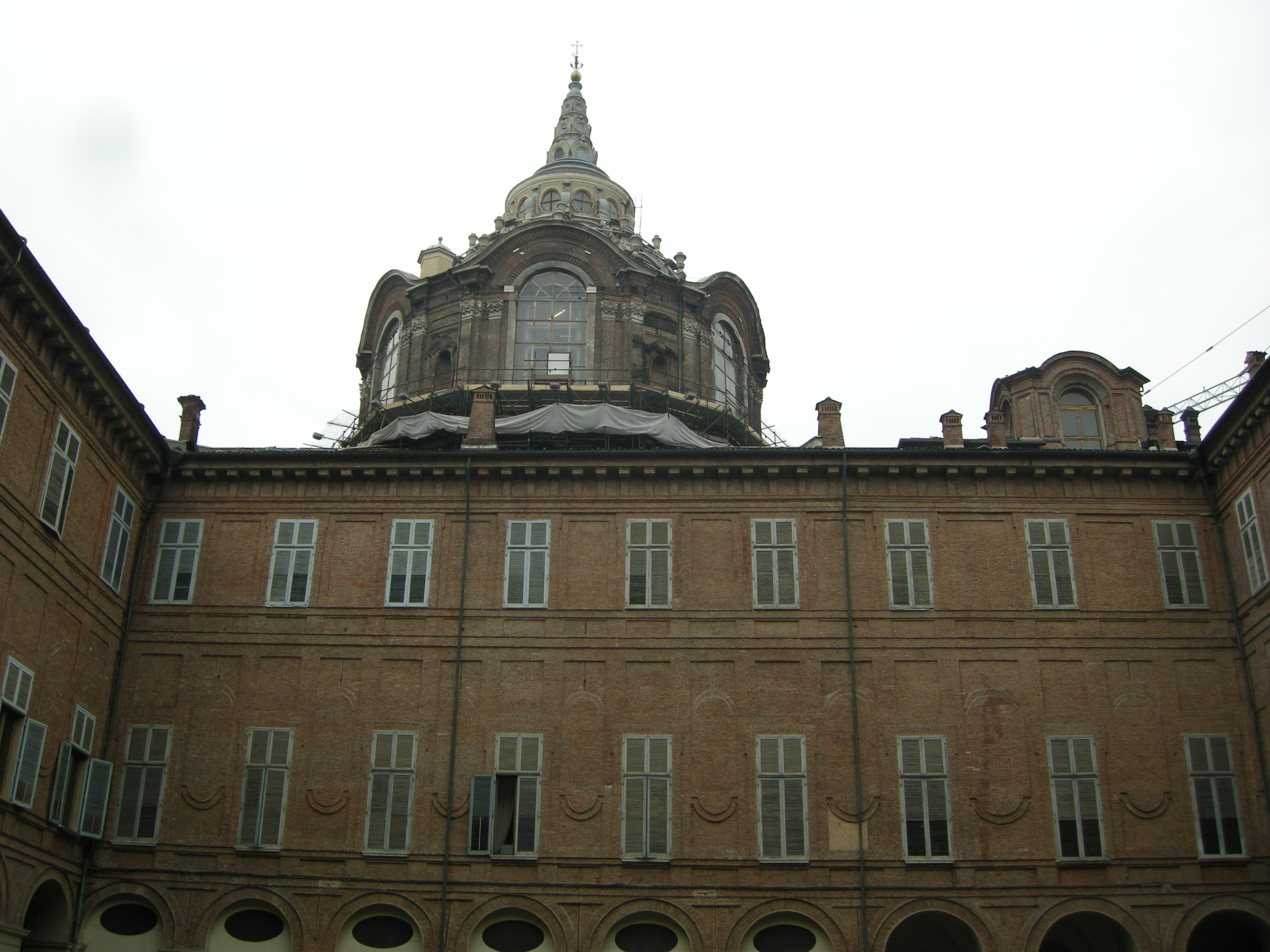
Фігурний дах каплиці Гваріні від двору королівського палацу в Турині.

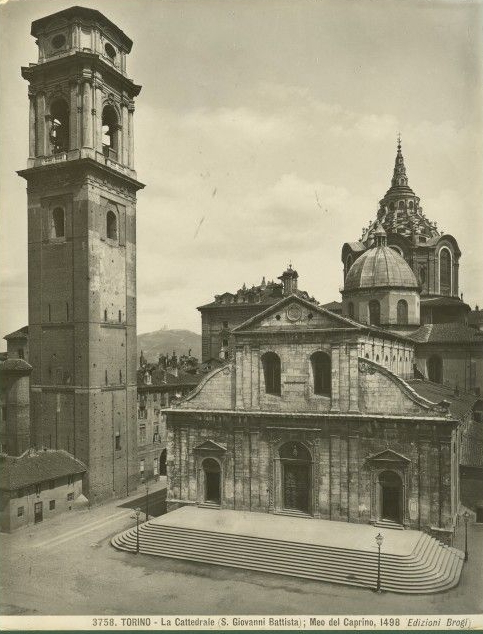
Катедральний собор Івана Хрестителя, Турин. Фото Джакомо Броджи кінця 19 ст.
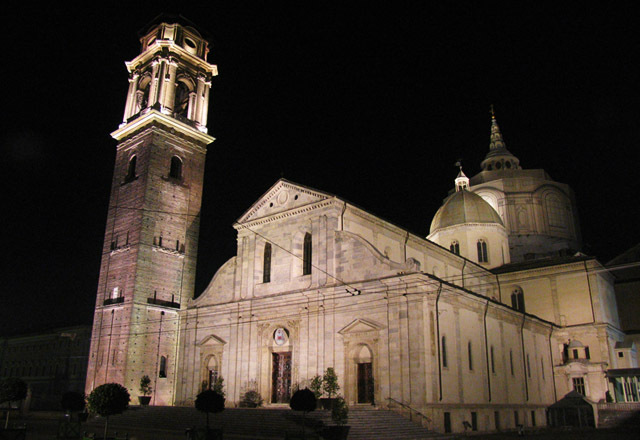
Катедральний собор Івана Хрестителя вночі.
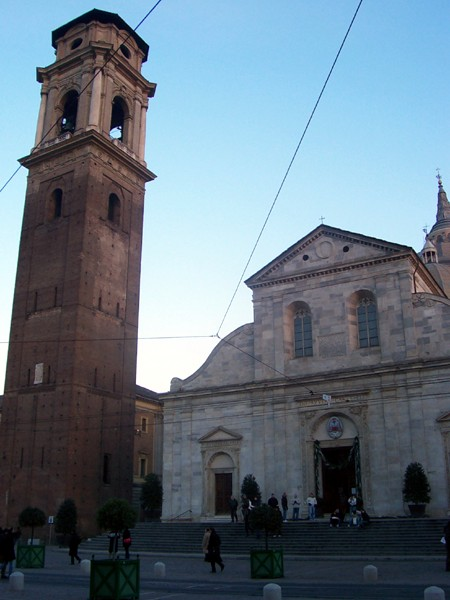
Головний вхід до катедрального собору в Турині, фото 2008 р.
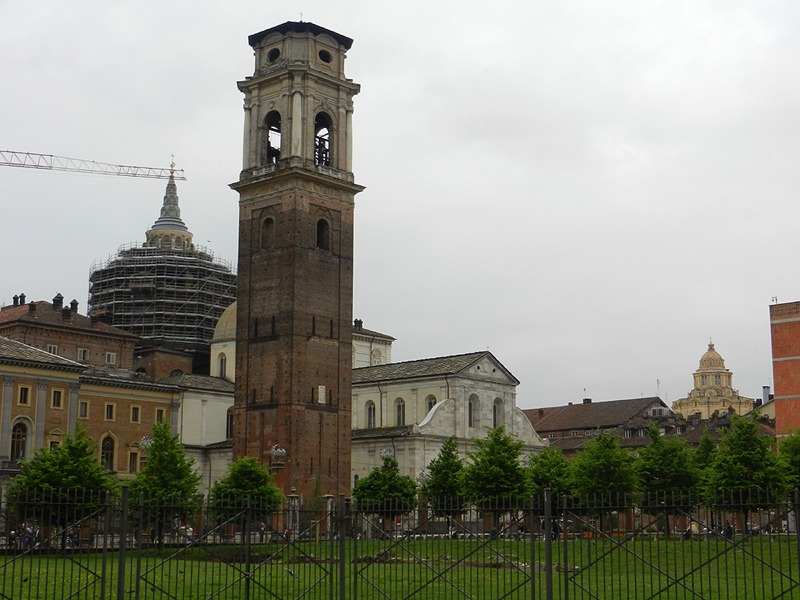
Ремонт фасадів і даху каплиці, фото 2013 р.